# The Hives

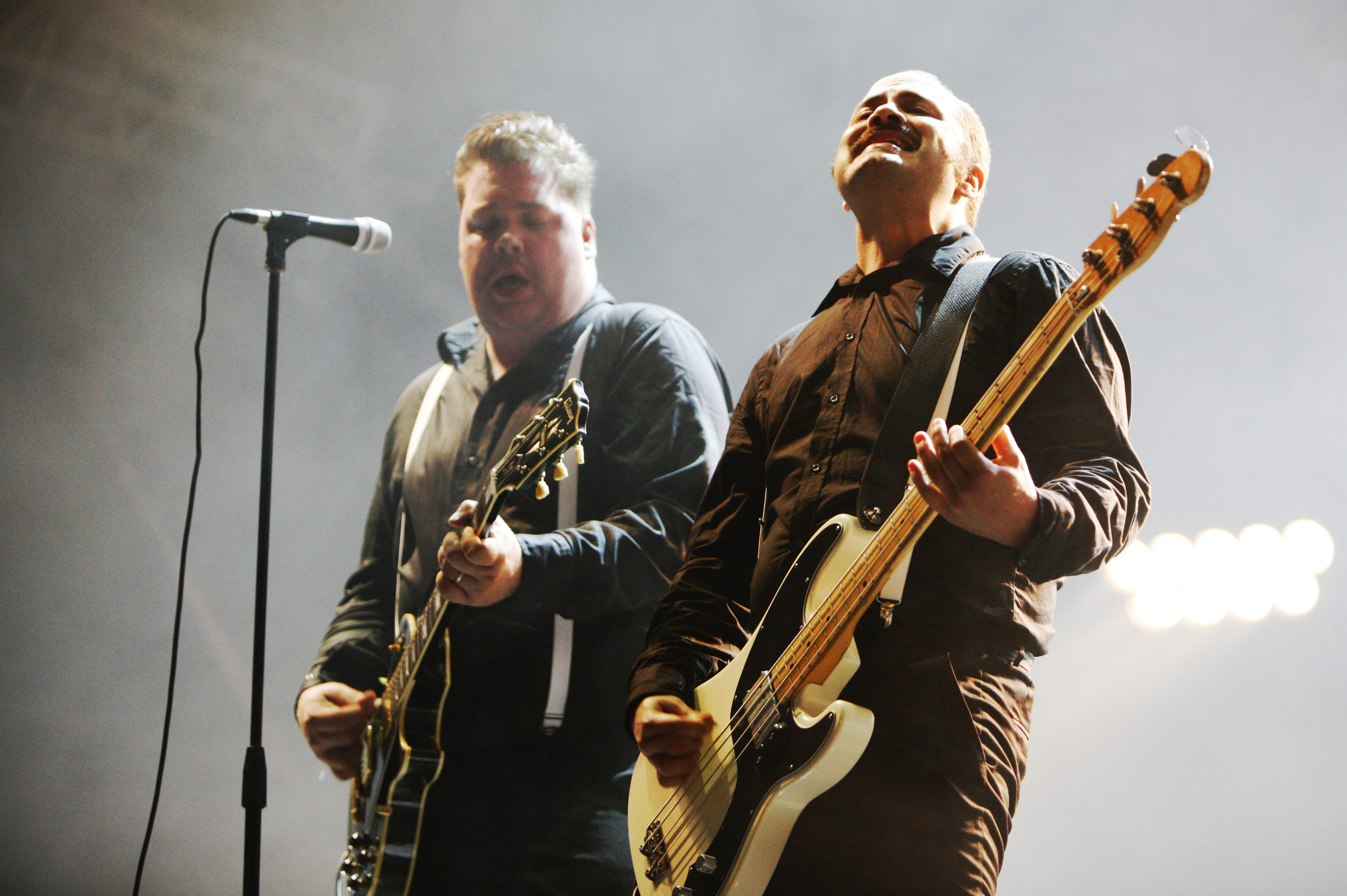
Live i Eurockéennes.

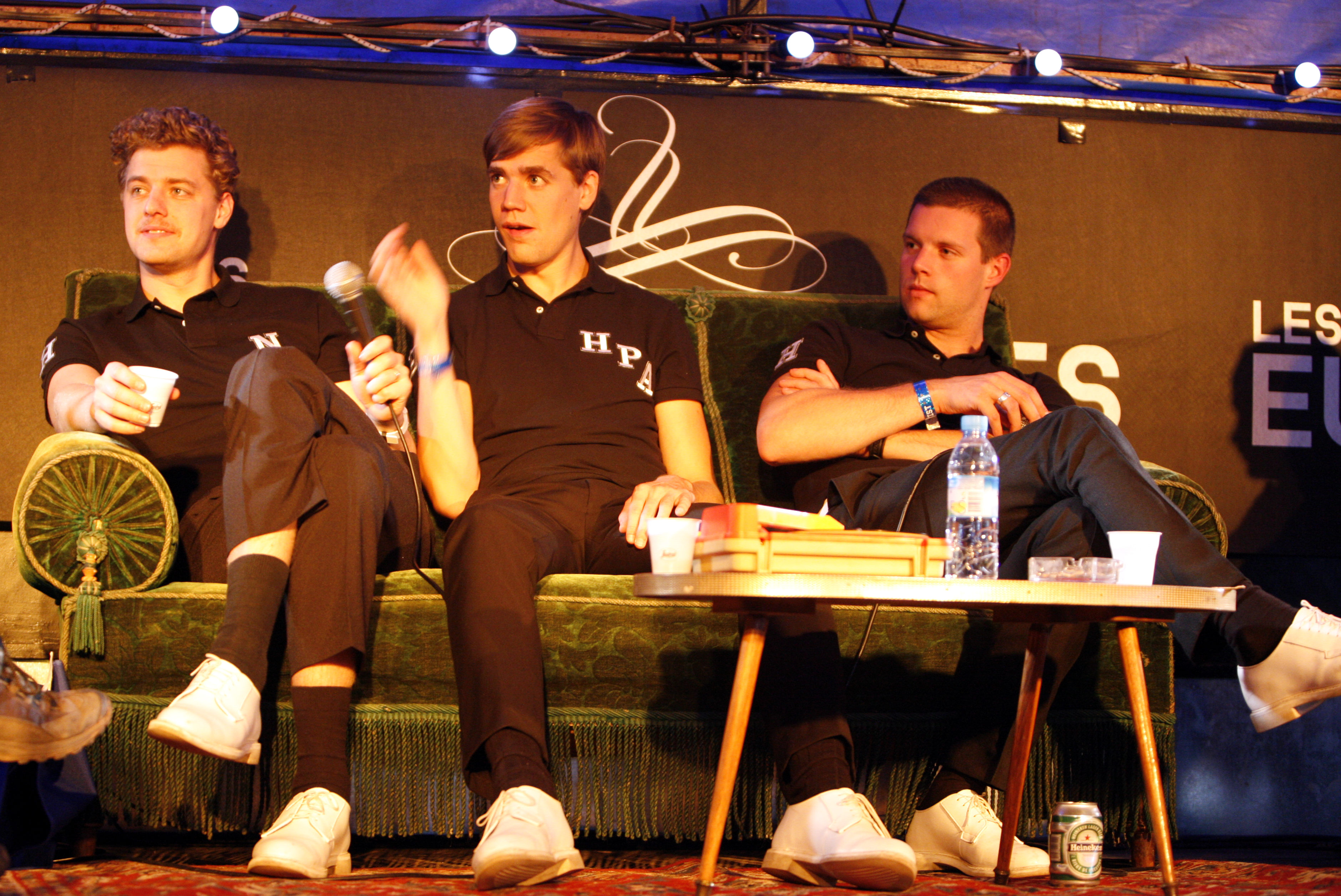
The Hives 2007.

The Hives är en svensk rockgrupp inom genren garagerock från Fagersta, Västmanland, bildad 1993. Samtliga bandmedlemmar är födda åren 1977–1978 och gruppen anförs av sångaren Howlin' Pelle Almqvist. Efter år 2000 har gruppen nått stora framgångar i Sverige och internationellt. The Hives har utmärkt sig genom att klä sig enhetligt; inte bara på scenen, utan även vid presskonferenser och andra intervjutillfällen, då alla bandmedlemmar uppträder enhetligt klädda där scenkostymerna i växlande utföranden alltid varit svarta och vita.

## Historia
Gruppen bildades 1993. Trots att de nått internationella framgångar är mycket litet känt om gruppens grundande och tidiga år. En vanlig teori är att bandet ska ha grundats av Randy Fitzsimmons (se nedan).
De skivdebuterade 1994 med EP:n Sounds Like Sushi som släpptes i ett fåtal exemplar. Samtidigt gav sig bandet ut på en turné och gjorde ett antal spelningar runt om i Sverige tillsammans med Refused. Vid denna tidpunkt var bandmedlemmarna endast 17–18 år gamla. The Hives debutalbum hade då ännu inte kommit ut. De gav ut ännu en EP, Oh, Lord! When? How? 1996 men deras första fullständiga album gavs inte ut förrän 1997. Albumet fick namnet Barely Legal och släpptes av Burning Heart Records. 
The Hives fick ett genombrott i USA och Storbritannien genom albumet Veni Vidi Vicious (2000) med hitsinglarna "Hate to Say I Told You So" och "Main Offender".
År 2000 hade gruppen runt 150 spelningar.
The Hives agerade förband till Rolling Stones vid tre skandinaviska konserter 2003; två i Stockholm och en i Köpenhamn. "Det roligaste skall bli att få se Rolling Stones" sade sångaren Pelle Almqvist, som aldrig tidigare hade sett Stones live. 2007 var man förband åt den amerikanska gruppen Maroon 5 under en USA-turné mellan den 29 september och den 8 november. Gruppen medverkade under 2000-talet även i flera amerikanska och brittiska tv-program. Bland annat Late Night With David Letterman, Conan O'Brien, Jimmy Kimmel och brittiske Jonathan Ross samt Later... with Jools Holland. 2006 spelade The Hives i Sverige vid tre tillfällen. Ett var vid festivalen Where the Action Is och ett annat var på Musikbyråns tioårskalas i SVT2 den 20 oktober. The Hives uppträdde där med ett medley. Låtarna de spelade var:
- Saul Williams – List of Demands
- Outkast – Hey Ya
- Compulsive Gamblers – Two Thieves
- The Hellacopters – (Gotta Get Some Action) NOW!
- Three Six Mafia – Stay Fly
- The White Stripes – Seven Nation Army
- The Hives – Hate to Say I Told You So

Den 29 augusti 2007 lade bandet upp en nedladdningsbar bakgrundsbild som föreställde en bomb med en nedräkning till nya singeln.
The Black and White Album gavs ut 17 oktober 2007. Det första singelspåret från skivan blev låten "Tick Tick Boom", en låt som varit ledmotiv i reklamfilmer för Nike, Citroën, Finish Line och Apple.
Den 13 juni 2008, under Hultsfredsfestivalen, spelade bandet den nya låten "Thousand Answers", som enligt The Hives inte platsade på The Black and White Album, för att den var för bra. På festivalen spelade man även enligt dem "Sveriges bästa rocklåt" "(Gotta get Some Action) NOW!" av det svenska bandet The Hellacopters.
Lagom till julen 2008 släpptes singeln "A Christmas Duel", som är en duett med den amerikanska sångerskan Cyndi Lauper. Låten blev snabbt en hit.
The Hives var under 2009 fram tills år 2011 upptagna med att arbeta på sitt femte fullängdsalbum, Lex Hives, som släpptes 1 juni 2012. Skivan skulle släppts redan 2008 men ekonomiskt trassel ställde till det för bandet.
År 2010 släpptes en 3-spårs EP Tarred And Feathered som innehöll tre tolkningar av tre favoritband till The Hives som en liten karamell för fansens att suga på tills femte albumet släpptes.
En ny singel med titeln "Go Right Ahead" skulle släppas efter sommaren 2011 men den blev uppskjuten på grund av att bandet ville färdigställa skivan först så den släpptes 3 april 2012 och den 21 april 2012 även på limiterad vinyl på Record Store Day.
Den ovannämnda låten "Thousand Answers" blev återigen aktuell och läckte ut den 3 oktober 2011. Låten finns med på FIFA 12.
2010-2013 var bandet indraget i så kallade Tambourine-härvan.
Under 2020 var The Hives planerade att uppträda på Gröna Lund, liksom Dolly Style, Bryan Ferry, Norlie & KKV med flera, men dessa konserter ställdes in på grund av covid-19-pandemin.
I maj 2023 ledde Pelle Almqvist Grammisgalan. Den 11 augusti 2023 släpptes bandets sjätte studioalbum, The Death of Randy Fitzsimmons.

## Priser och utmärkelser
- 2001 – Grammis för "Main Offender" i kategorin "Årets musikvideo"
- 2002 – Musikexportpriset
- 2004 – Rockbjörnen för "Walk Idiot Walk" i kategorin "Årets svenska låt"
- 2004 – Grammis för Tyrannosaurus Hives i kategorin "Årets album"
- 2004 – Grammis som "Årets artist"
- 2004 – Grammis som "Årets rockgrupp"
- 2004 – Grammis för Tyrannosaurus Hives som "Årets producent" (Pelle Gunnerfeldt och The Hives)
- 2004 – Årets företagare i Fagersta
- 2005 – P3 Guld
- 2008 – Grammis för "Årets live"

## Myten om hur gruppen bildades
The Hives bildades enligt sin egen mytologi 1993 av PR-geniet Randy Fitzsimmons, en förmodligen uppdiktad person. Randy Fitzsimmons satte inte endast samman bandet, han lärde även medlemmarna spela. Omslaget till fullängdsskivan Tyrannosaurus Hives lär vittna om Fitzsimmons existens. Där syns fem personer på framsidan, men på baksidan syns sex par ben.

## Bandmedlemmar

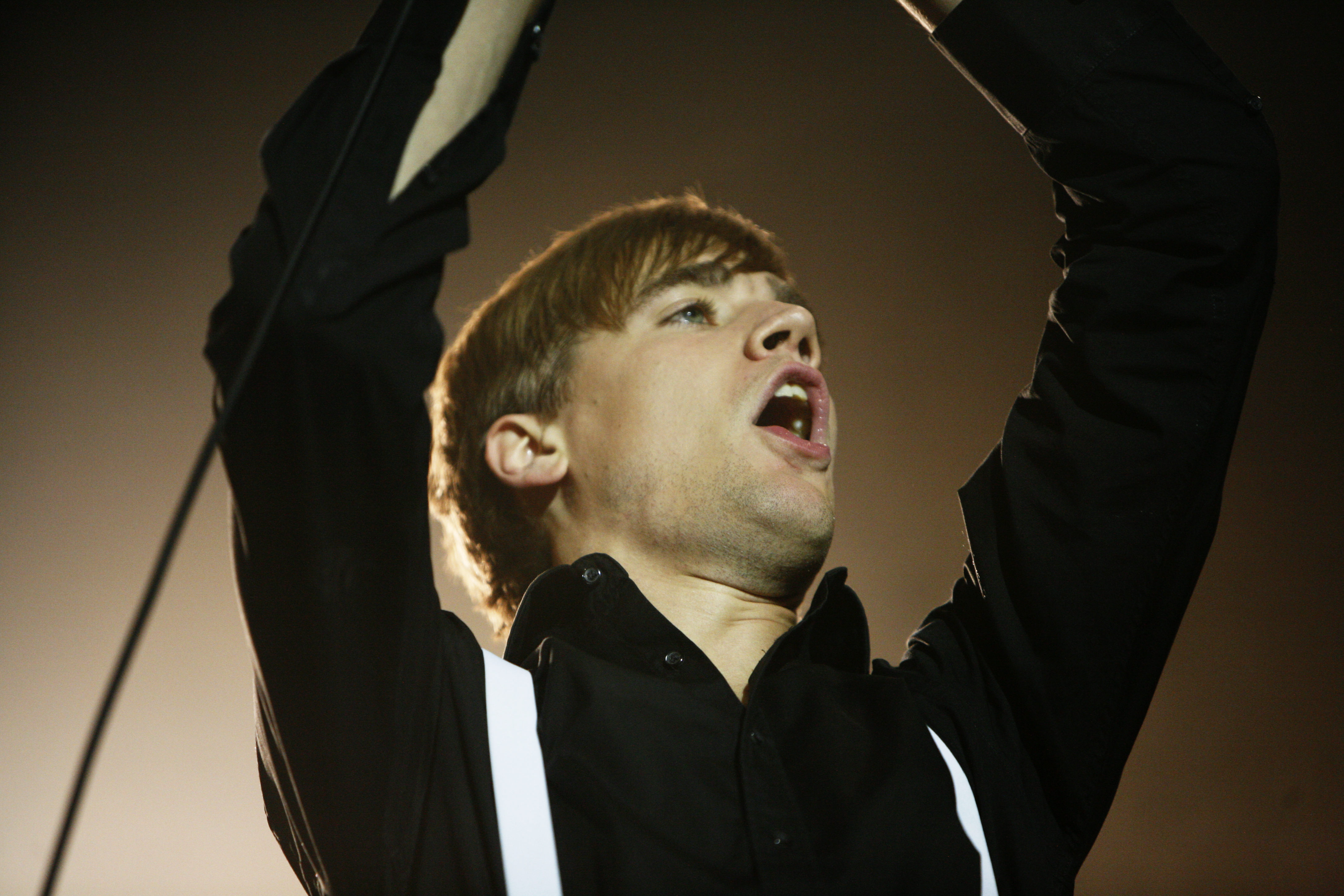
Howlin' Pelle Almqvist (eg. Per Almqvist) – sång
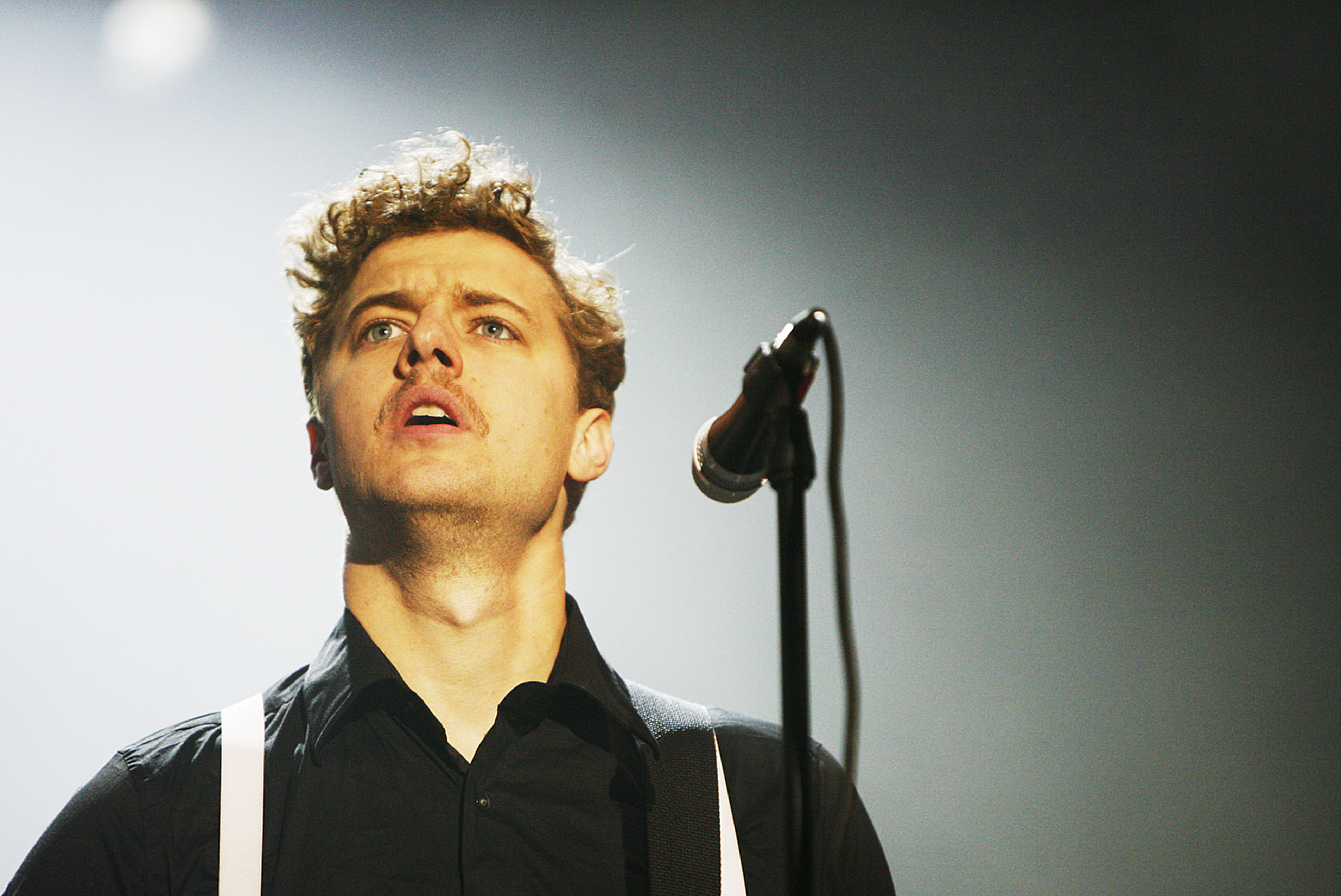
Nicholaus Arson (eg. Niklas Almqvist) – elgitarr, synthesizer, bakgrundssång
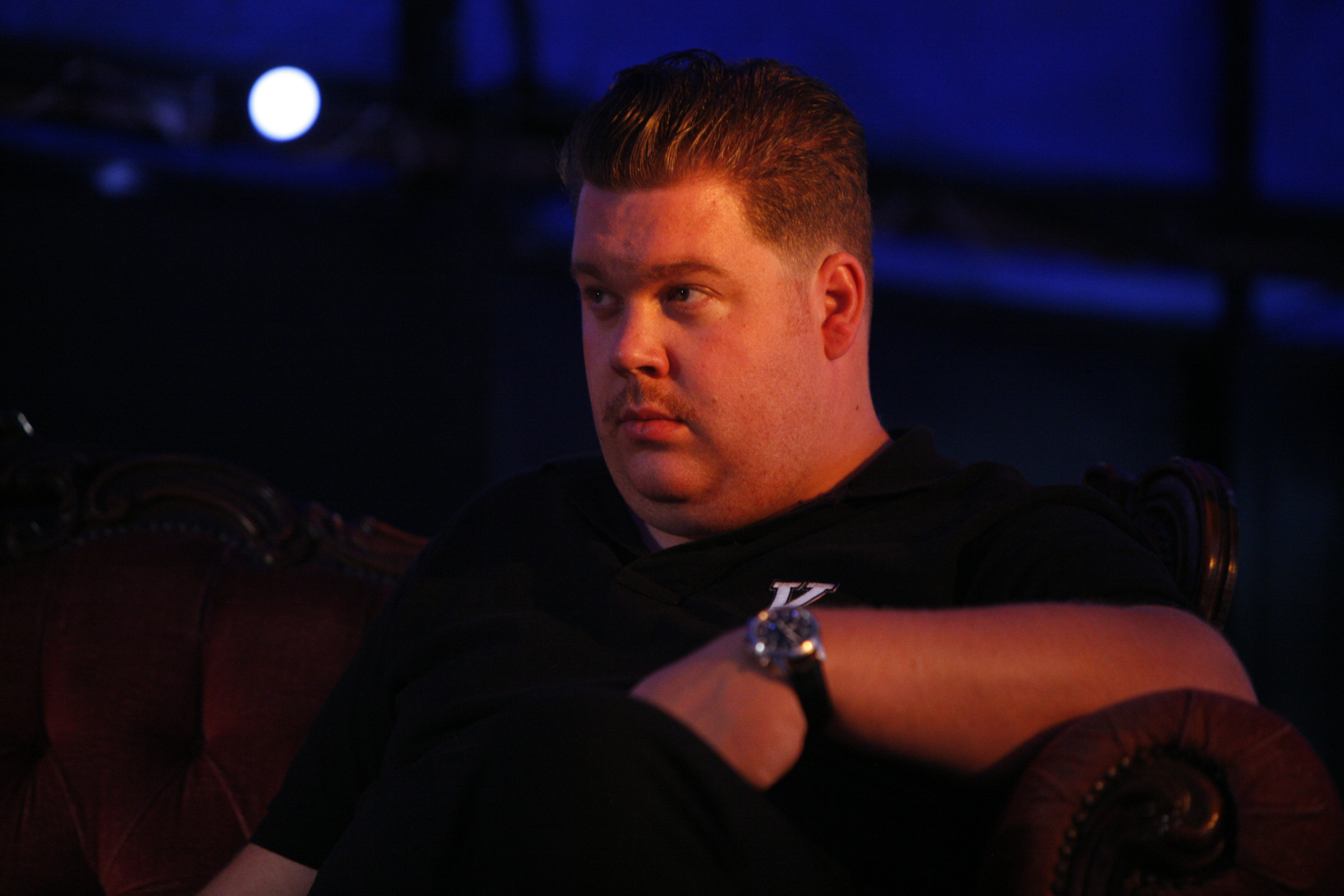
Vigilante Carlstroem (eg. Mikael Karlsson Åström) – elgitarr, piano, bakgrundssång
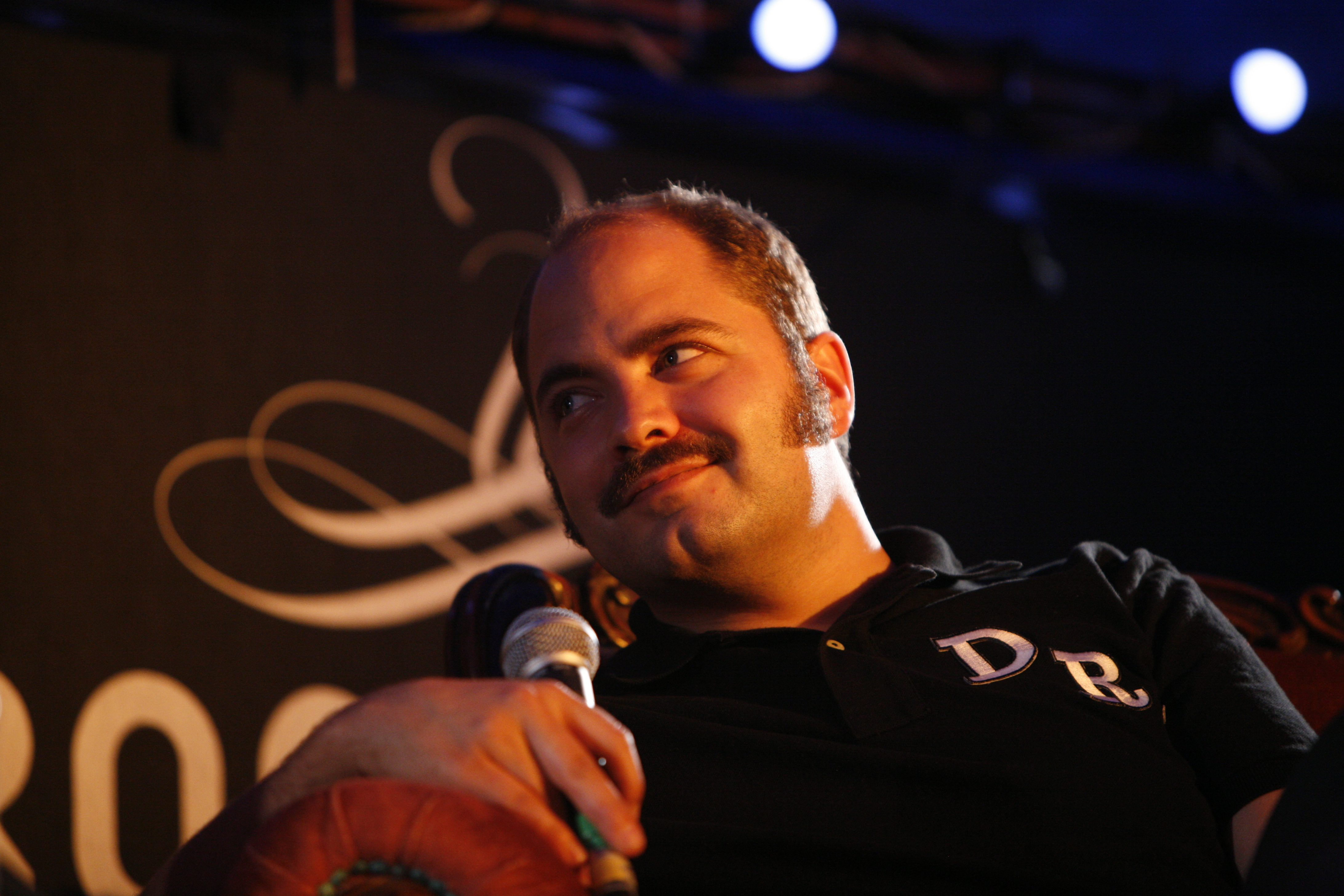
Dr. Matt Destruction (eg. Mattias Bernvall) – basgitarr 1993-2013
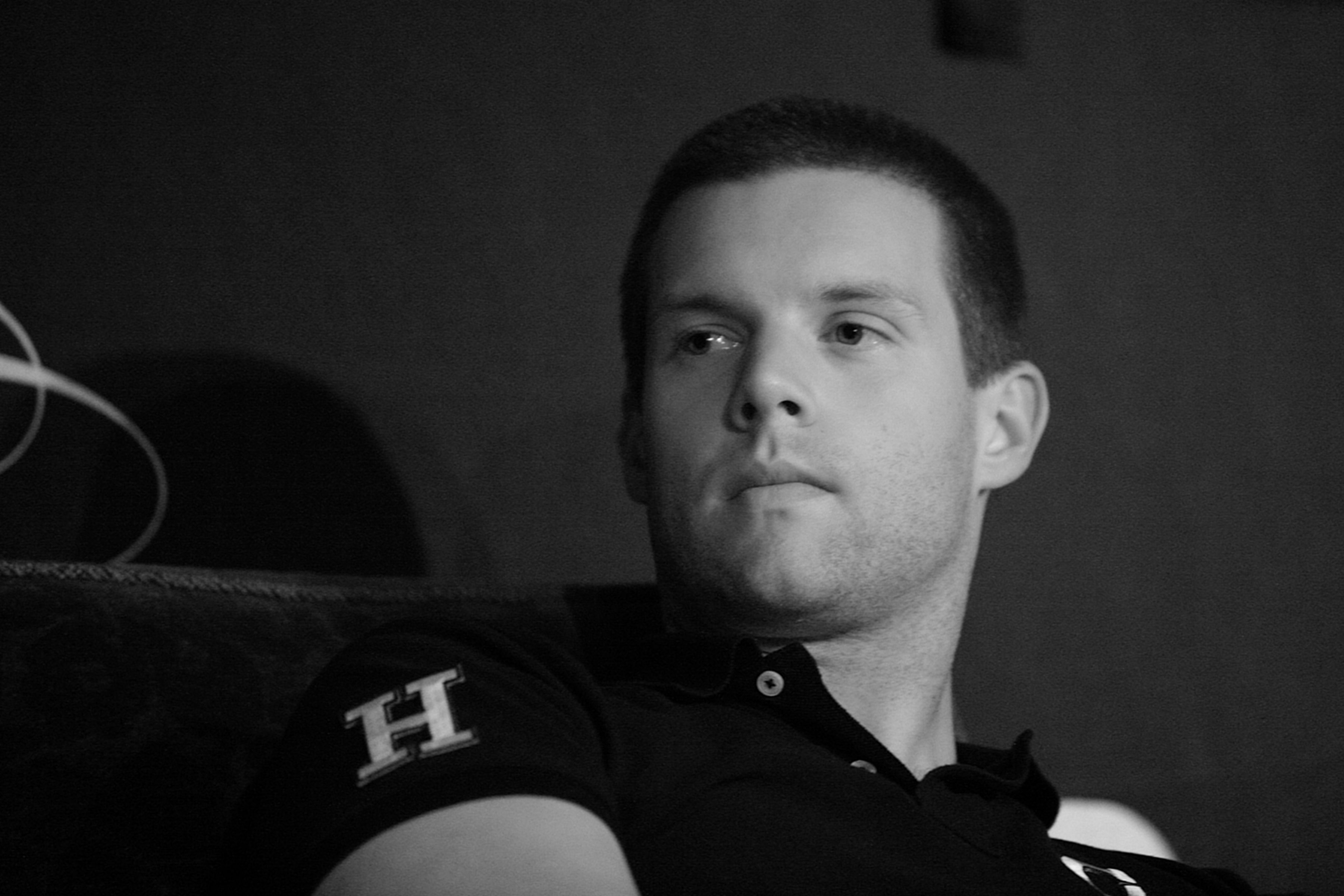
Chris Dangerous (eg. Christian Grahn) – trummor

## The Hives musik i film och spel
- Låten "Declare Guerre Nucleaire" är med i filmen "Accepted".
- Låten "Diabolic Scheme" är med i filmen Frostbiten.
- Låten "Hate to Say I Told You So" går att sjungas i spelet "SingStar Rocks!".
- Låten "Main Offender" finns med i spelet Rock Band.
- Låten "Die Allright" finns med i spelet Rock Band.
- Låten "Main Offender" går att sjungas i spelet "SingStar Svenska Hits".
- Låten "Main Offender" är med i filmen Jalla Jalla.
- Låten "Outsmarted" är med i filmen "Kenny".
- Låten "Die alright" är med i filmen "Lone state of mind".
- Låten "The Stomp" är med i filmen "RocknRolla".
- Låten "See Through Head" är med i förhandstitten till filmen "Hot Rod".
- Låten "Tick Tick Boom" är med i reklamen för Sonys Motorstorm: Arctic edge.
- Låten "Tick Tick Boom" är med i filmen "Jumper"
- Låten "Tick Tick Boom" är med i serien "One Tree Hill"
- Låten "Tick Tick Boom" är med på soundtracket till spelet "Madden 08".
- Låten "Tick Tick Boom" är med i Nike-reklamen för deras "Nike Shox Remix".
- Låten "Tick Tick Boom" är med i filmen "Taken"
- Låten "Tick Tick Boom" är med i filmen "Friday 13th"
- Låten "Tick Tick Boom" är med i spelet "Forza Motorsport 3"
- Låten "Tick Tick Boom" är med i den tyska filmen "Die Welle"
- Låten "Tick Tick Boom" finns med i spelet Lego: Rock Band.
- Låten "Tick Tick Boom" är med i filmen "30 Minutes or Less"
- Låten "Tick Tick Boom" är med i spelet Guitar Hero: Warriors of Rock.
- Låten "Walk idiot walk" är med i episod 7 på säsong 4 av "Smallville".
- Låten "Walk idiot walk" är med i episod 2 på säsong 2 av "How I Met Your Mother".
- Låten "Walk idiot walk" är med i episod 9 på säsong 2 av "Veronica Mars".
- Låten "Well All Right!" är med på soundtracket till spelet "NBA 08".
- Låten "No Pun Intended" är med i spelet "SSX On Tour"
- Låten "Try it again" är med i serien "Chuck"
- Låten "Thousand Answers" är med i spelet "FIFA 2012"
- Låten "Hate to say i told you so" är med i spelet "Forza Horizon"

## Diskografi

### Studioalbum
- 1997 – Barely Legal
- 2000 – Veni Vidi Vicious
- 2004 – Tyrannosaurus Hives
- 2007 – The Black and White Album
- 2012 – Lex Hives
- 2023 – The Death of Randy Fitzsimmons

### EP
- 1996 – Oh, Lord! When? How?
- 1998 – A.k.a. I-D-I-O-T
- 1998 – A Killer Among Us (delad med The Pricks)
- 2010 – Tarred and Feathered

### Singlar
- 2000 – Hate to Say I Told You So
- 2001 – Main Offender
- 2001 – Supply & Demand
- 2004 – Walk Idiot Walk
- 2004 – Two Timing Touch and Broken Bones
- 2005 – A Little More for Little You
- 2007 – Throw It on Me (med Timbaland)
- 2007 – Tick Tick Boom
- 2008 – We Rule The World (T.H.E.H.I.V.E.S.)
- 2008 – Won't Be Long
- 2008 – A Christmas Duel (med Cyndi Lauper)
- 2012 – Go Right Ahead
- 2012 – Wait a Minute
- 2019 – I'm Alive
- 2023 – Bogus Operandi
- 2023 – Countdown to Shutdown
- 2023 – Rigor Mortis Radio
- 2023 – Trapdoor Solution/The Bomb
- 2025 - Enough is enough

### Samlingsskivor
- 2002 – Your New Favourite Band
- 2004 – Maximum Hives

### Live
- 2002 – Today Your Love, Tomorrow the World
- 2004 – The Return of the Swedish Genius Live in London

### DVD
- 2005 – Tussles in Brussels

### Demo
- 1994 – Sounds Like Sushi

#### Låtlista
1. Nymphomatic Dentists
2. Constipation
3. Feet
4. Ramanda
5. Radio Boss
6. We've Got Hives

### Samarbeten
- 2007 – Deltar på albumet Timbaland Presents Shock Value tillsammans med Timbaland, med låten "Throw It On Me".
- 2008 – Ger ut en jullåt tillsammans med Cyndi Lauper, "A Christmas Duel".